# Rivière Turcotte
Pour les articles homonymes, voir Turcotte.
La rivière Turcotte est un affluent de la rivière Turgeon coulant la municipalité d'Eeyou Istchee Baie-James au Québec et dans le district de Cochrane en Ontario (Canada). 

## Géographie
Le cours de la rivière Turcotte débute à la décharge du lac Upper Turcotte dans le Nord-Est de l'Ontario et coule vers le sud-est sur environ 58 km jusqu'à sa confluence situé à près de 2 km de la frontière entre l'Ontario et le Québec.

## Toponymie
Le toponyme « Rivière Turcotte » a été officialisé le 5 décembre 1968 à la Commission de toponymie du Québec.